# Gunvor Krogerus
Gunvor Johanna Krogerus, född 26 augusti 1914 i Helsingfors, död 1994, var en finländsk filolog och lektor.
Krogerus, som var dotter till överläraren, filosofie doktor Rolf Krogerus och Ruth Johanna Relander, blev student 1932, filosofie kandidat 1938, filosofie licentiat 1951 och filosofie doktor 1952. Hon företog studieresor till Tyskland och Frankrike. Hon var lärare i tyska och franska vid Läroverket för gossar och flickor i Helsingfors 1939–1957, timlärare vid Svenska normallyceet där 1941–1952 och äldre lektor i tyska och franska där från 1957. Hon var medlem i statens nämnd för studieexkursioner från 1954. 